# George Becali
George Becali, detto Gigi (Brăila, 25 giugno 1958), è un politico, imprenditore e dirigente sportivo rumeno, ex membro, fondatore e presidente del Partito Nuova Generazione - Cristiano Democratico. È stato europarlamentare tra il luglio 2009 e il dicembre 2012 e membro del Parlamento rumeno dal dicembre 2012 fino alla decadenza legata a una condanna penale irrogatagli nel maggio 2013.
È noto per gli atti filantropici a sostegno delle comunità vittime delle alluvioni, delle associazioni religiose e per le dichiarazioni pubbliche controverse, a questo proposito, il Washington Post menziona "la sua inclinazione per la retorica omofoba, la misoginia e il razzismo".
Tra gli anni 1990 e i primi anni 2000 ha acquisito il controllo della sezione calcistica della polisportiva militare Steaua Bucarest, sottoponendola a una gestione di tipo autocratico-patriarcale, con frequenti ingerenze nell'aspetto tecnico tali da inficiare (a detta di alcuni) il rendimento della squadra, vanificando in tal modo gli onerosi investimenti effettuati. Proprio la sua gestione (de facto proseguita anche dopo il 2007, anno in cui ufficialmente passò le proprie quote azionarie ad alcuni familiari) fece sì che, tra il 2011 e il 2017, il ministro della difesa rumeno gli revocasse il diritto d'uso del nome Steaua, obbligandolo a rinominare la società Fotbal Club FCSB.

## Biografia

### Origini
Nato in una famiglia rumena a Zagna, Vădeni, nel distretto di Brăila, poiché la sua famiglia era stata deportata dalle autorità comuniste a Bărăgan a causa della sua associazione con la Guardia di ferro fascista prima della seconda guerra mondiale.
Suo nonno paterno, Gheorghe Becali, era un arumeno della regione di Coriza, in Albania, e nel 1928 fu trasferito nella Dobrugia Meridionale (in Bulgaria), precisamente nella contea di Durostor, e poi in Romania. Ha avuto quattro figli: Haralambie, Atanasio (il padre di George), Thomas e Constantine. Dopo il trattato di Craiova nel 1940 e la perdita della Drobrugia da parte della Romania, la famiglia Becali fu spostata vicino a Călărași, e dopo la seconda guerra mondiale fu trasferita nella regione del Banato, a Săcălaz, dove vivevano in una casa con alcuni Svevi deportati in Unione Sovietica. Sia Gheorghe Becali che i suoi figli Haralambie e Toma furono indagati dalle autorità comuniste per la loro simpatia per i legionari. D'altra parte, il massiccio trasferimento degli arumeni da Muntenia che erano impegnati nell'allevamento di pecore in un villaggio della pianura sveva portò a conflitti interetnici che, combinati con le simpatie legionarie di alcuni membri della famiglia, portarono le autorità comuniste a deportarli a Bărăgan nel 1951.
Lì, a Zagna (distretto di Brăila), nel 1958, nacque George Becali. Un anno dopo, la residenza forzata fu cancellata e la famiglia si trasferì a Pipera, vicino a Bucarest.
Durante l'infanzia e l'adolescenza, Becali è stato un sostenitore della squadra di calcio della Dinamo Bucarest. I suoi cugini Victor Becali e Ioan Becali sono agenti di calcio coinvolti nel calcio rumeno principalmente per la Dinamo Bucarest. Nel 1994, ha sposato Luminița, 11 anni più giovane di lui; insieme hanno tre figlie: Teodora (nata nel 1995), Alexandra (nata nel 1996) e Cristina (nata nel 2001).

### Formazione, attività imprenditoriale e politica
Dopo essersi diplomato, ha studiato giurisprudenza all'Università di Bucarest. Svolge attività di business in vari settori, controllando varie società per azioni e la Fondazione Cristiana "G. Becali" da lui fondata. È una delle persone più ricche della Romania. Negli anni '90 entrò nel consiglio dei proprietari della squadra di calcio della Steaua Bucarest (già sezione dell'omonima polisportiva dell'esercito rumeno) ed entro il primi anni 2000 ne acquisì il completo controllo.
Ha più volte causato polemiche con le sue dichiarazioni pubbliche considerate xenofobe. Ha affermato, tra le altre cose, che il club sportivo CFR 1907 di Cluj è finanziato dai "massoni ungheresi". Vi sono stati anche procedimenti relativi a sospetti di irregolarità negli interessi commerciali. Nel 2009, è stato detenuto per diversi giorni con l'accusa di privazione illegale della libertà. È stato detenuto dopo aver portato via tre uomini sospettati di aver rubato la sua auto con le guardie del corpo.
Nel 2000 è stato candidato alla Camera dei deputati come rappresentante della "Lega delle comunità italiane in Romania". Nel 2004 è diventato il capo del Partito Nuova Generazione. Nello stesso anno, si è candidato per la carica di presidente, vincendo con l'1,77% dei voti nel primo turno delle elezioni. Nel 2007 e nel 2008, il suo partito non ha superato la soglia elettorale nelle elezioni europee e nazionali.
Nelle elezioni del 2009, in qualità di candidato indipendente nell'elenco del Partito Grande Romania, ha ottenuto il mandato di deputato al Parlamento europeo. Non ha aderito a nessuna fazione, è diventato membro del comitato per il commercio internazionale.
Nel novembre 2009, ha preso parte alle elezioni presidenziali in Romania, dove ha ottenuto il settimo posto, ricevendo l'1,91% dei voti di sostegno.
Nel 2012, alle elezioni nazionali, su raccomandazione del Partito Nazionale Liberale, è stato eletto alla Camera dei deputati.

## Procedimenti giudiziari
Nel 2013 è stato condannato a tre anni di carcere per abuso di potere in occasione di uno scambio di terreno con il ministero della Difesa nazionale nel 1996-1999.